# Voo Indian Airlines 605

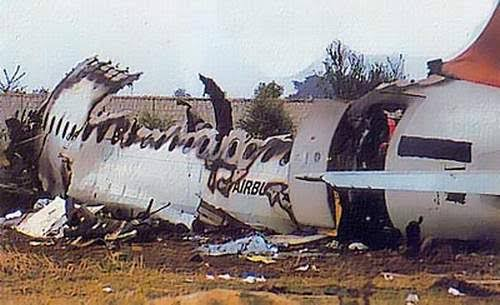
Destroços do voo após o incêndio

O Voo Indian Airlines 605 foi um voo doméstico regular de passageiros de Bombaim para Bangalore. Em 14 de fevereiro de 1990, o Airbus A320-231 registrado como VT-EPN, caiu em um campo de golfe enquanto tentava pousar em Bangalore, matando 92 das 146 pessoas a bordo.
A equipe de investigação indiana decidiu que a causa provável era os pilotos selecionando o modo de controle "Descida aberta/faleira ociosa" ao invés de "Captura de planador", permitindo que a aeronave descesse muito abaixo da rota de voo correta. Eles ainda não conseguiram avançar os aceleradores ou puxar para cima mesmo após as chamadas de rádio de altitude, quando a aeronave se aproximava do pouso. O relatório afirmava que a tripulação do voo 605 não estava ciente da situação e do perigo que enfrentava na época, resultando em reação retardada durante a descida. Após o acidente, o comitê de investigação indiano emitiu 62 recomendações à Direção Geral de Aviação Civil da Índia (DGCA), incluindo um registro de tempo nas fitas do controlador de tráfego aéreo (ATC) e a formação de vários comitês de investigação especializados em várias questões operacionais de aviação. Incluída na recomendação estava a adição de uma sirene de impacto em Bangalore, avaliação das portas de evacuação e corrediças nos aviões Airbus, e uma mudança de projeto em seu botão de instrumento. O relatório também exortou o governo a avaliar cada aeroporto na Índia para evitar a ocorrência de incidentes similares.
O acidente atraiu críticas entre a Associação de Piloto Comercial da Índia (ICPA), que alegou que o Airbus A320 apresentava graves falhas. Eles alegaram que os sistemas da aeronave eram muito confusos e que a tripulação do voo 605 estava lutando para evitar o acidente.
Outro acidente com o A320 menos de dois anos depois (que ocorreu em circunstâncias similares) levou a melhorias no projeto da unidade de controle de voo e numerosas recomendações de segurança.